# Zhejiang Global Center
Le Zhejiang Global Center (chinois : 浙江环球中心 ; pinyin : zhèjiāng huánqiú zhōngxīn, Centre global du Zhejiang) ou West Lake Culture Square (西湖文化广场, xīhú wénhuà guǎngchǎng, place culturelle du lac de l'Ouest) est un gratte-ciel de 170 mètres de hauteur (hauteur du toit), construit à Hangzhou, capitale de la province du Zhejiang de 2002 à 2005. 
Il abrite un hôtel et des logements sur 41 étages.
La surface de plancher du bâtiment est de 37 000 m².

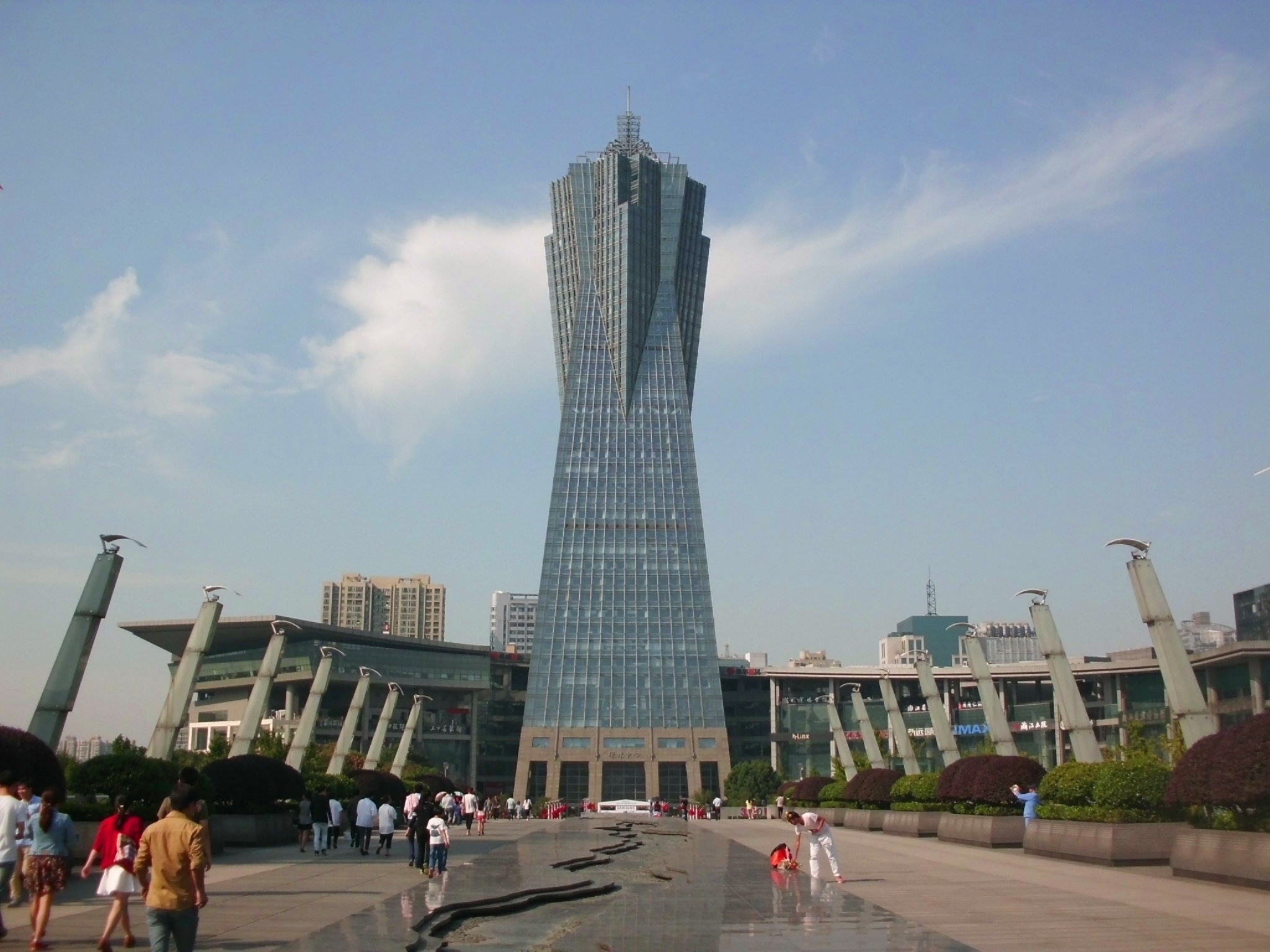
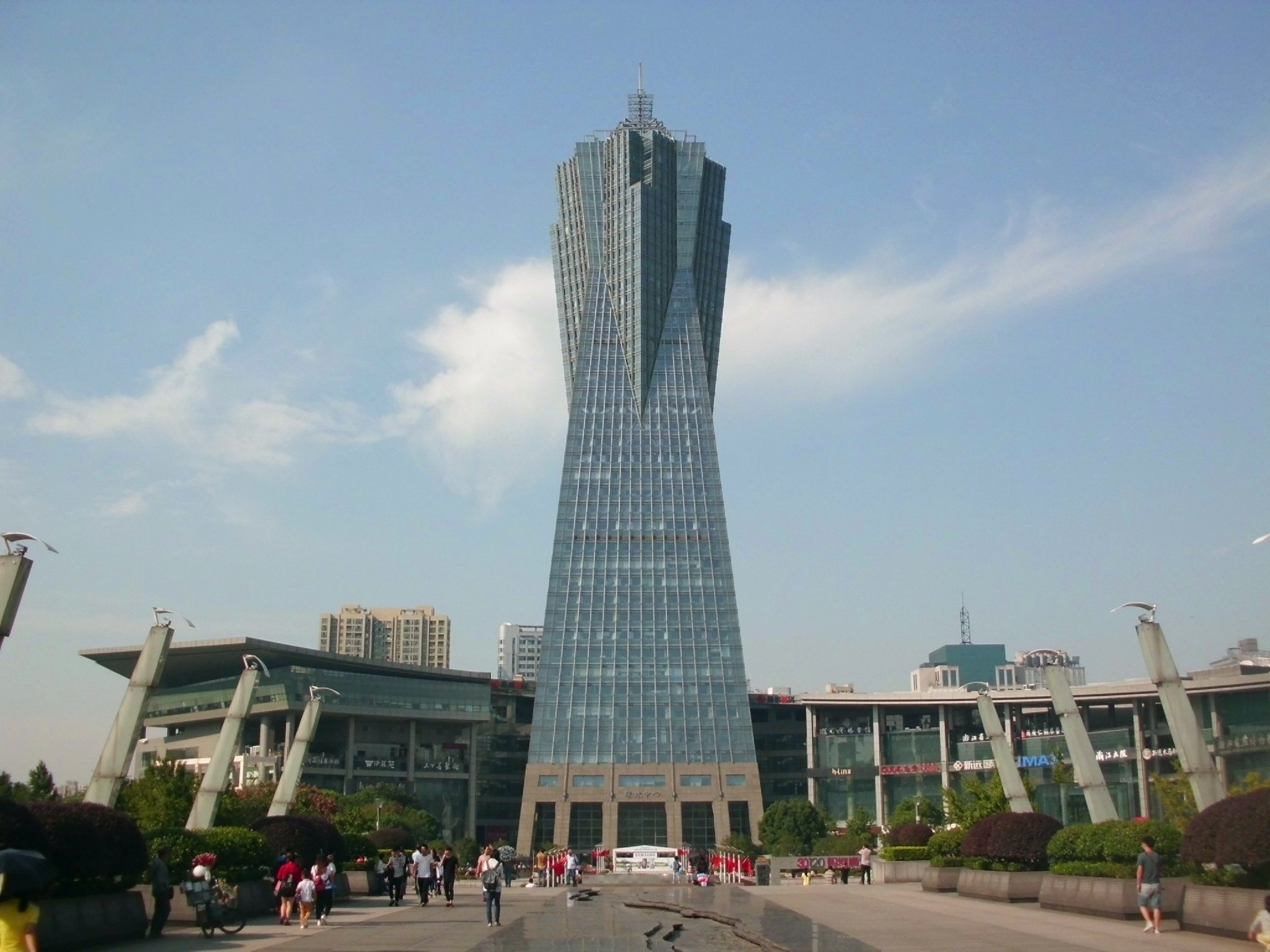
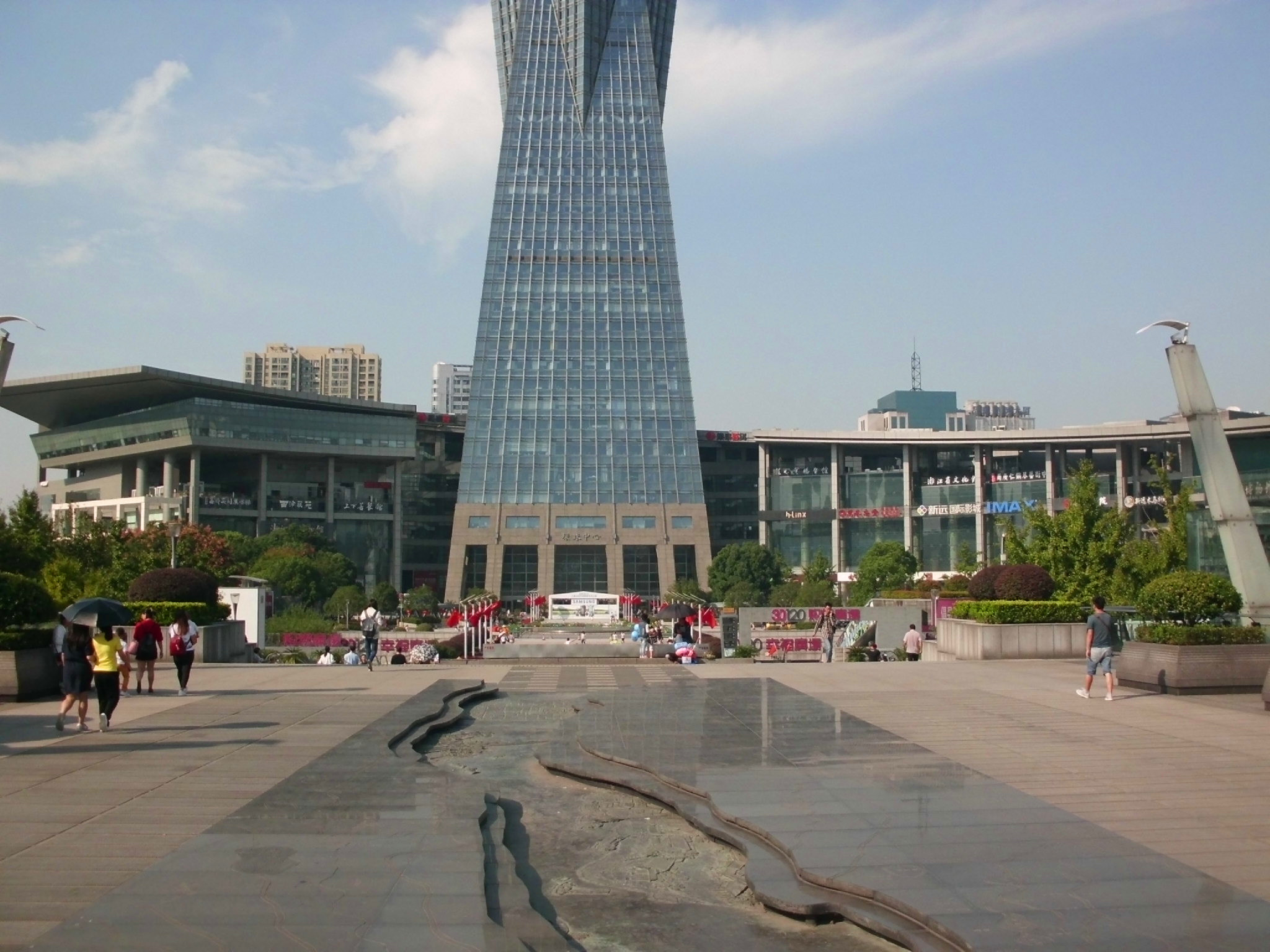
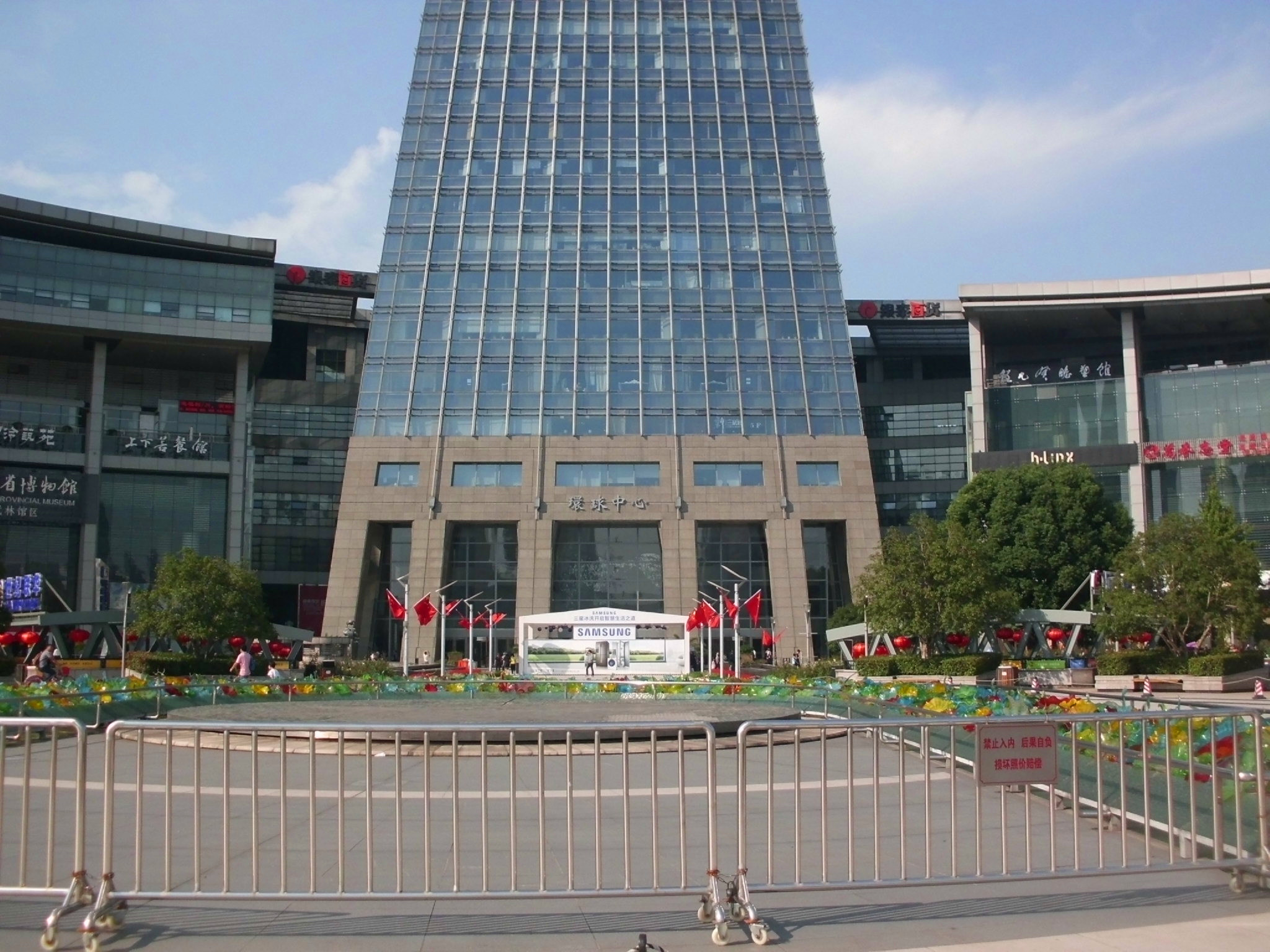